# 梅江公园
39°02′47″N 117°12′25″E / 39.0463°N 117.2069°E梅江公园，位于天津市西青区，前身是天津市城区范围内最大的一片湿地——卫南洼的残留部分。2000年前后，卫南洼湿地大部分水域开始被开发为房地产，仅残余部分水面被建设为梅江公园，此举曾一度遭到质疑。

## 规划与建设
1998年前后，天津市政府部门要开发卫南洼征求专家意见时，天津师范大学环境学与地理学教授徐华鑫教授曾明确提出过反对意见。但在卫南洼上开发的梅江居住区最后还是以“生态”的名义开工建设。
2003年，天津市环保局总工程师包景岭在接受记者采访时表示，为了配合天津市开发建设的需要，按照规划对位于卫南洼的梅江居住小区一期进行了环境影响评价，而梅江小区二期和规划中的卫南洼风景区还没有进行环境影响评价。但梅江二期工程现已开发建设，规划中的卫南洼风景区遭到了侵吞。
2010年，天津市政府将“推进梅江、侯台2个风景区建设”纳入年度20项民心工程。同年6月，梅江公园建成开放，侯台公园则延宕至2018年10月建成。